# Menidiinae
Sous-famille
La sous-famille des Menidiinae regroupe plusieurs genres de poissons.

## Liste des genres
- Atherinella Steindachner, 1875
- Chirostoma Swainson, 1839
- Labidesthes Cope, 1870
- Melanorhinus Metzelaar, 1919
- Membras Bonaparte, 1836
- Menidia Bonaparte, 1836
- Poblana de Buen, 1945